# Lurio solennis
Lurio solennis là một loài nhện trong họ Salticidae.
Loài này thuộc chi Lurio. Lurio solennis được Carl Ludwig Koch miêu tả năm 1846.